# LeToya Luckett
LeToya Nicole Luckett, född 11 mars 1981, är en amerikansk sångare och skådespelare. Luckett var medlem i det amerikanska bandet Destiny's Child.

## Diskografi (solo)

### Studioalbum
- 2006 – LeToya
- 2009 – Lady Love
- 2012 – Life, Love & Music

### Singlar
- 2006 – "Torn" (US #31, US R&B #2, US Dance #35, UK #45, AUS #28)
- 2006 – "She Don't" (US #102, US R&B #17)
- 2006 – "No More"
- 2006 – "Obvious" (US R&B #102)
- 2009 – "Not Anymore" (US #107, US R&B #18)
- 2009 – "She Ain't Got..." (US Dance #20, JP #49)
- 2009 – "Regret" (med Ludacris) (US #78, US R&B #8)
- 2010 – "Good to Me"
- 2016 – "Back 2 Life"
- 2017 – "Used To"